# 第一ホテル (音更町)
株式会社第一ホテル（だいいちホテル）は、北海道河東郡音更町の十勝川温泉にある企業。十勝川温泉第一ホテル豊洲亭・豆陽亭（とかちがわおんせんだいいちホテル ほうしゅうてい・とうようてい）と三余庵（さんよあん）を運営している。十勝毎日新聞社グループ。

## 概要
十勝川沿いに位置している。名称は、豊洲亭が十勝川温泉の開発に貢献し、十勝毎日新聞社創業者でもある林豊洲に由来し、豆陽亭が依田佐二平（依田勉三の兄）が賀茂郡松崎町に開校した「私立豆陽学校」に由来し、三余庵が依田勉三が師事した漢学者の土屋三余に由来している。いずれの旅館も観光経済新聞社主催の『人気温泉旅館250選』による5つ星の宿に認定されている。

## 沿革
- 1955年（昭和30年）：温泉を掘削。
- 1957年（昭和32年）：有限会社十勝温泉クラブを設立し、営業開始[5]。
- 1961年（昭和36年）：有限会社第一ホテル登記[5]。
- 1973年（昭和48年）：第2泉源を掘削。
- 1976年（昭和51年）：株式会社第一ホテル登記。
- 1992年（平成04年）：新館となる豊洲亭[5]、コンベンションホール「白鳥」完成。
- 2000年（平成12年）：本館全室改修。
- 2004年（平成16年）：十勝管内初となるデザイナーズ旅館の三余庵オープン。
- 2007年（平成19年）：本館を豆陽亭にリニューアル[5]。三余庵がジェイティービー（JTB）の2006年度「サービス優秀旅館ホテル」最優秀賞（小規模部門）獲得[3]。
- 2011年（平成23年）：豊洲亭改修[6]。
- 2012年（平成24年）：『ミシュランガイド北海道2012特別版』の料理で三余庵が星を獲得、宿泊施設の内装やサービスを評価する「快適度」においても三余庵と第一ホテルが星を獲得[7]。

## 宿泊施設

### 十勝川温泉第一ホテル豊洲亭・豆陽亭
客室
- 豊洲亭
  - デラックス（洋室40m²、全室川側、展望露天風呂・暖炉・バルコニー付）
  - コーナーデラックス（洋室52m²、全室川側、展望露天風呂・暖炉・バルコニー付）
  - モダンスイート（和洋室60m²以上、全室川側、展望露天風呂・暖炉・バルコニー付）
- 豆陽亭
  - 川側 和モダン和室
    - 北海道モダン（8畳、バルコニー付）
    - 民芸モダン（10畳）

  - 川側 和モダン洋室
    - ツイン（8畳、バルコニー付）
    - ハリウッドツイン（8畳、バルコニー付）

  - 和モダン和室（8畳）
  - 露天風呂付和室
    - 檜タイプ（12.5畳）
    - 石造り（12.5畳）

大浴場
- 温泉大浴場 湯楽
  - モール温泉：泉質 ナトリウム－塩化物・炭酸水素塩泉（弱アルカリ性低張性高温泉／pH 8.2）
- 湯上がりラウンジ

宴会場・会議
- 宴会場
  - 大宴会場 狩勝（収容人数200名）
  - コンベンションホール 白鳥（収容人数200名）
  - 倶楽部ダイニング 十勝（個室10室）

その他
- アロマテラピーサロン「ラフィーネ」
- レストラン 木もれび
- 倶楽部ダイニング 十勝
- 鉄板焼 樹氷
- バー「ウィズ」
- ラーメン・居酒屋「とかち野」
- おみやげ処「玉手箱」
- ラウンジ「はるにれ」
- ライブラリーコーナー・インターネットコーナー
- キッズ・プレイコーナー

### 三余庵
客室
- 2F
  - 若菜、万葉、雪国、火山灰地、細雪
- 3F
  - 桜の園、浮雲、たけくらべ、落葉松、草枕、春の海

温泉
- モール温泉

その他
- アロマテラピーサロン「ラフィーネ」
- Bar「道草」
- ライブラリー「旅愁」
- 三余庵Shop